# Weld
Weld és una població dels Estats Units a l'estat de Maine (EUA). Segons el cens del 2000 tenia 402 habitants.

## Demografia
Segons el cens del 2000, Weld tenia 402 habitants, 176 habitatges, i 132 famílies. La densitat de població era de 2,6 habitants/km².
Dels 176 habitatges en un 29% hi vivien nens de menys de 18 anys, en un 63,1% hi vivien parelles casades, en un 3,4% dones solteres, i en un 25% no eren unitats familiars. En el 21,6% dels habitatges hi vivien persones soles l'11,9% de les quals corresponia a persones de 65 anys o més que vivien soles. El nombre mitjà de persones vivint en cada habitatge era de 2,28 i el nombre mitjà de persones que vivien en cada família era de 2,6.
Per edats la població es repartia de la següent manera: un 20,6% tenia menys de 18 anys, un 2% entre 18 i 24, un 29,1% entre 25 i 44, un 31,1% de 45 a 60 i un 17,2% 65 anys o més.
L'edat mediana era de 44 anys. Per cada 100 dones de 18 o més anys hi havia 100,6 homes.
La renda mediana per habitatge era de 37.250 $ i la renda mediana per família de 41.250 $. Els homes tenien una renda mediana de 27.708 $ mentre que les dones 21.875 $. La renda per capita de la població era de 17.796 $. Entorn del 14,1% de les famílies i el 14% de la població estaven per davall del llindar de pobresa.